# BRIT Awards 2002
La XX edizione dei BRIT Awards si tenne nel 2002 presso il Earls Court. Lo show venne condotto da Frank Skinner & Zoe Ball.

## Vincitori
- Miglior album britannico: Dido: "No Angel"
- Rivelazione britannica: Blue
- British dance act: Basement Jaxx
- Cantante femminile britannica: Dido
- Gruppo britannico: Travis
- Cantante maschile britannico: Robbie Williams
- Singolo britannico: S Club 7 – "Don't Stop Movin'"
- British video: So Solid Crew – "21 Seconds"
- Album internazionale: Kylie Minogue - "Fever"
- Rivelazione internazionale: The Strokes
- International female: Kylie Minogue
- Gruppo internazionale: Destiny's Child
- International male: Shaggy
- Outstanding contribution: Sting
- Pop act: Westlife